# Paullinia brenesii
Paullinia brenesii es una especie de planta trepadora perteneciente a la familia de las sapindáceas, nativa de Centroamérica.

## Descripción
Son bejucos; con tallos cilíndricos, café-pubescentes cuando jóvenes, glabros y purpúreos con la edad, con rayas café-rojizas en la peridermis; madera simple. Las hojas son biternadas, pecíolo y raquis no alados; folíolos ovados, ovado-elípticos u obovados, de 2–8 (–10) cm de largo y 1–4.5 (–6) cm de ancho, obtusos a agudos a raramente acuminados en el ápice, margen conspicuamente crenado-lobado, superficie víscida, pubescente en la haz y en el envés con tricomas arqueados y erectos, nervio principal de la haz prominente, conspicuamente más pubescente que la superficie, axilas de los nervios del envés ancistrosas, estípulas no persistentes. Inflorescencias axilares o en panículas terminales, completa y densamente café o grisáceo-pubescentes, flores 5 mm de largo, blancas; sépalos pubescentes. El fruto alado, ampliamente obovado, 1.2 cm de largo y 1.2–2.5 cm de ancho, emarginado a truncado en el ápice, escasamente pubescente, rojo, alas hasta 7 mm de ancho, estípite hasta 3 mm de largo; semillas 1–3, arilo blanco.

## Distribución y hábitat
Aunque esta especie no ha sido aún colecta en Nicaragua, es muy posible que se encuentre en el país. Se conoce en las pluvioselvas desde Honduras a Panamá, entre el nivel del mar y 1650 m. Está estrechamente relacionada con Paullinia fuscescens.

## Taxonomía
Paullinia brenesii fue descrita por Thomas Bernard Croat y publicado en Annals of the Missouri Botanical Garden 63(3): 464, en el año 1976.
Etimología
Paullinia: nombre genérico que fue nombrado por Carlos Linneo en honor de Simon Pauli der Jüngere (1603-1680), un médico y botánico alemán quien descubrió la planta.
brenesii: epíteto otorgado en honor del botánico Alberto Manuel Brenes Mora. 